# Codos (Chade)
Os codos ou comandos eram grupos guerrilheiros, ativos no sul do Chade de 1983 a 1986, que resistiam à dominação de sua região pelo exército do presidente Hissène Habré. Muitos eram veteranos do exército governista dos anos 1970 ou das Forças Armadas Chadianas de Wadel Abdelkader Kamougué, que entraram em colapso em 1982. Totalizando até 15.000, operaram de forma independente.
Houve, em 1983, cinco grupos codos. Estes foram os Codos Vermelhos (Codos Rouge), comandados por Alphonse Kotiga, baseados em Moyen-Chari; os Cocos Cocos (Codos Cocotieres), de Elie Atanga e Elea Djoack, em Mayo-Kebbi; os Codos Verdes (Codos Vert) de Pierre Tokino em Logone Oriental; os Codos Esperança (Codos Espoir) de Kayer em Tandjile; e os Codos Panteras (Codos Panthères) de Koulangar em Logone Ocidental. Foram apoiados pela República Centro-Africana, que lhes ofereceu refúgio em suas fronteiras. Habré tentou primeiramente negociações, nomeando um ex-líder dos codos como Ministro da Defesa; mas quando as discussões fracassaram, o presidente recorreu, em agosto de 1984, a força e conflitos em grande escala irromperam em quatro das cinco prefeituras do sul, contando agora com o apoio do presidente centro-africano André Kolingba. As Forças Armadas Nacionais Chadianas (FANT) agiram com brutalidade, destruindo muitas aldeias e tornando-se responsáveis por massacres de civis em larga escala. Mas funcionou: em 1985, a maior parte do sul havia sido subjugada.
Os Codos Vermelhos, formados com apoio da Líbia e do Governo de União Nacional de Transição, foram os mais eficazes. Kotiga exerceu alguma influência sobre os outros grupos e foi instrumental em persuadi-los a abandonar sua insurgência por promessas de recompensas e reabilitação em 1985 e 1986. 